# Velbastaður
Velbastaður er en færøsk bygd på vestkysten af det sydlige Streymoy med udsigt til øerne Hestur og Koltur. Velbastaður har Olavskirken i nabobygden Kirkjubøur, 5 km mod syd, som sognekirke.
Med indføringen af det kommunale selvstyre i 1872 var sognet en del af Suðurstreymoyar prestagjalds kommuna. I 1930 blev sognet udskildt som en egen kommune. I 2005 blev Kirkjubøar kommuna indlemmet i Tórshavnar kommuna.
Skolen har undervisning i de yngste klasser og dækker både Velbastaður og Kirkjubøur. I bygden findes også friskolen Tórshavnar Frískúli.
Siden 1986 har rehabiliteringsinstituonen Heilbrigdið for for alkoholmisbrugere været i Velbastaður.
Den nye vej fra Tórshavn til Gamlarætt, har været med til at mange flytter til bygden. Der er børnehave og en nyere skole, bygget i færøsk stil.

## Historie
I den nederste del af bygden er der fundet bosættelser fra vikingetiden på Færøerne og middelalderen.
Velbastaður hærges af pesten Den sorte død i 1349 og af frygt for et nyt udbrud, anlægges der en ny bygd lidt længere væk fra kysten. Velbastaður er første gang nævnt skriftlig i jordebogen fra 1584.
Velbastaður er det eneste bygdenavn på Færøerne som ender på -staður, «stad». Navnet kan føres tilbage landnamstiden.
I bygden var færøsk landbrug i 1892 fortsat den dominerende næringsvej. Der skete ikke de store forandringer og bygden fungerede længere end andre steder, som en social enhed baseret på gensidig afhængighed. Man samarbejdede om en række funktioner som fåreavl og bygningen af vejen til Tórshavn
Bygdens skolelærer Louis Zachariasen tog i 1914 sin afsked, efter at det er blevet nægtet ham at undervise på færøsk
Vejen til Tórshavn blev færdigbygget i 1931. Den medvirkede til at mange af de gamle traditioner uddøde
I 2016 afslørede arkæologiske udgravninger halvdelen af en Anglo-Saxonsk sølvpenning fra Edvard den Ældres regeringstid. Samme år blev et sjældent eksempel på en forgyldt sølvfingerring med et kryds fundet samme sted.

Bryggeriet Okkara bryggede øl i Velbastaður fra 2009 til 2020, da det blev det solgt til Føroya Bjór.

## Turisme
Gå en tur i bygden og nyd panoramaudsigten til øerne Hestur, Koltur og Sandoy. Nede ved fjorden ligger den tidligere landingsplads, hvor man ofte kan observere mange forskellige søfugle. Se også Færøernes fugle.
Følg bygdevejen mod nord parallelt med Hestsfjørður ud til Syðradalur, hvor vejen ender blindt.
Området indbyder til korte vandreture op i fjeldene, hvorfra man kan nyde udsigten udover det færøske øhav.

## Kendte personer
- Dánjal Pauli Danielsen (1919-2010) var kongsbonde og politiker.
- Jóngerð Purkhús (1937-) er en tidligere færøsk politiker. Hun har boet i Velbastaður siden 1976.
- Teitur Lassen (1977-), sanger og sangskriver er bosat i Velbastaður.

- Velbastaður
- Velbastaður
- Velbastaður og Koltur
- Et af de typiske færøske huse
- Uti a Heyggi, Velbastadur